# Michaił Basow
Michaił Wasiljewicz Basow (ros. Михаил Васильевич Басов, ur. 1902 we wsi Iljina Gora w guberni nowogrodzkiej, zm. 28 października 1950) – radziecki polityk.

## Życiorys
Od 1928 należał do WKP(b), kierował Wydziałem Przemysłu Obronnego Komitetu Miejskiego WKP(b) w Leningradzie, później był zastępcą sekretarza i sekretarzem Komitetu Miejskiego WKP(b) w Leningradzie, od 24 maja 1938 do 1949 był przewodniczącym Państwowej Komisji Planowania Rady Ministrów RFSRR i jednocześnie zastępcą przewodniczącego Rady Ministrów RFSRR. 12 października 1949 został aresztowany w związku z tzw. „sprawą leningradzką”, 28 października 1950 skazany na śmierć przez Wojskowe Kolegium Sądu Najwyższego ZSRR pod zarzutem udziału w kontrrewolucyjnej organizacji destrukcyjnej i rozstrzelany. W maju 1954 pośmiertnie zrehabilitowany.